# Јордан Даниловски
Јордан Даниловски (Дебар, 15. јануар 1957) македонски је песник, критичар, есејиста и романсијер.

## Биографија
Јордан Даниловски рођен је 15. јануара 1957. године у Дебару, где је завршио основну и средњу школу. Дипломирао је на Филолошком факултету у Скопљу. Био је заменик директора Македонске телевизије. Члан је Друштва македонских писаца од 1986. године.
Један је од оснивача Стожера и књижевног фестивала „Празник на липите”. Добитник је награда „Браќа Миладиновци” и „Ацо Шопов”.

## Дела
- Гутач пламена (1982)
- Покрет, простор и време (1984)
- Унутрашњи говор (1986)
- Симона и приче (поезија за децу, 1991)
- Лоша срећа (1992)
- Симона је златан (поезија за децу, 1992)
- Сумрак (1994)
- Она Мона до Симона (поезија за децу, 1994)
- Књига таме (1996)
- Луди кревет (песма, 1998)[1]